# Haida Housseini
Haida Housseini est une musicienne, soprano et enseignante vaudoise d'origine iranienne.

## Biographie
Née à Lausanne, Haida Housseini étudie le chant à l'école normale sous la direction de Jean-Jacques Rapin. Après avoir obtenu un premier prix avec félicitations en 1974, elle entre au Conservatoire de Lausanne dans les classes de chant, de piano et de théorie musicale. Elle se perfectionne au Conservatoire de Fribourg, où elle passe un diplôme d'enseignement, puis obtient une virtuosité de chant dans la classe de Tiny Westendorp. Enfin, elle poursuit sa formation à Stuttgart, auprès d'Arleen Auger et d'Agnès Giebel, ainsi qu'en Suisse romande avec Hugues Cuénod.
Lauréate à deux reprises du Prix d'étude de la bourse Migros, elle s'épanouit dans un répertoire qui va de la musique sacrée à l'oratorio en passant par le lied et la mélodie. Haida Housseini donne son premier concert sous la direction de son premier professeur, Jean-Jacques Rapin, avec la Lyre de Moudon, en 1977. Elle chante avec divers ensembles, chœurs et artistes de la Suisse romande comme, par exemple, André Luy, avec lequel elle enregistre Soli Deo Gloria en 1997, ou Christophe Gesseney, lors du Stage Musique-Montagne de 1999, dans une collaboration qui donne lieu à un album d’œuvres de Bach, ou encore Jean Scarcella, sous la direction duquel elle enregistre le Cantique des cantiques de Gelineau en 1997. Sortant de son registre habituel, elle interprète également des rôles pour l'Opéra de Fribourg : en 1991, elle joue Micaëla dans Carmen de Georges Bizet ; en 1993, elle incarne Donna Elvira dans le Don Giovanni de Mozart ; l'année suivante, elle interprète le rôle de Rosalinde dans Die Fledermaus de Strauss ; elle joue encore les rôles de Mimi dans La Bohème de Puccini, de Didon dans Didon et Énée de Purcell et Nunzia dans La Liberazione di Ruggiero da l'Isola d'Alcina de Caccini.
Haida Housseini continue de se produire en Suisse et à l'étranger ; elle enseigne également au Conservatoire de Fribourg et à l'école de musique de la Gruyère.

## Sources
- « Haida Housseini », sur la base de données des personnalités vaudoises sur la plateforme « Patrinum » de la Bibliothèque cantonale et universitaire de Lausanne.
- "Palmarès du Conservatoire de Lausanne", 24 Heures, 1978/07/05
- Creux, Georges, "Haendel joué par le Cinqusept: Triomphe d'une soprano", 24 heures, 1985/01/28.